# Seznam vrcholů ve Slezských Beskydech

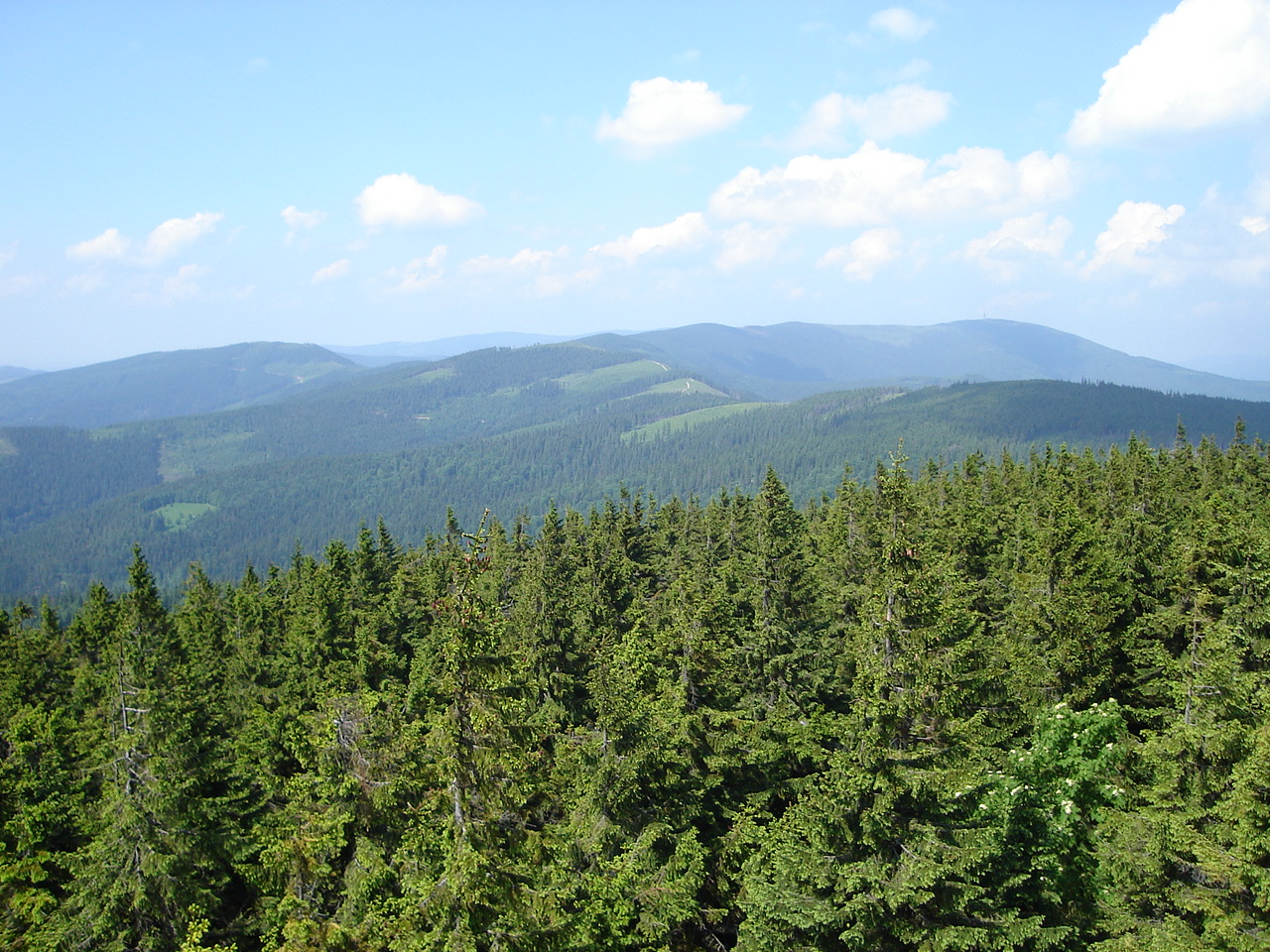
Hřeben Slezských Beskyd

Seznam vrcholů ve Slezských Beskydech obsahuje vrcholy v polské i české části tohoto pohoří. Nejvyšší hora Skrzyczne (1257 m n. m.) i další hory s nadmořskou výškou přes 1000 metrů se nacházejí v Polsku. Česko-polská hranice vede přes Čantoryjský hřbet, s Velkou Čantoryjí (995 m n. m.) a dalšími 4 horami přes 900 metrů. Na něj navazuje Nýdecká vrchovina, s nejvyššími horami přes 800 m n. m.

## Seznam polských vrcholů podle výšky

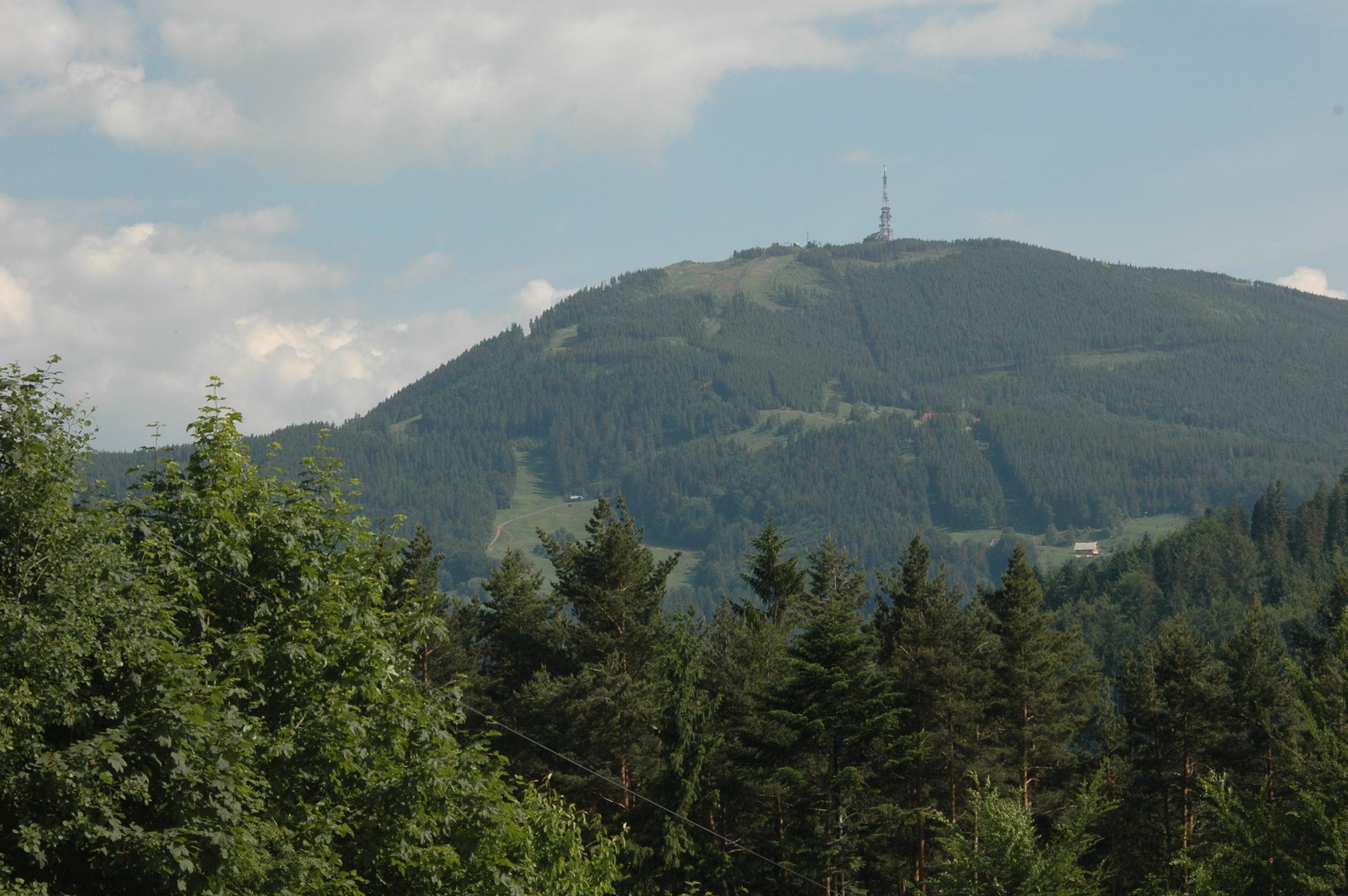
Skrzyczne (1257 m n. m.)

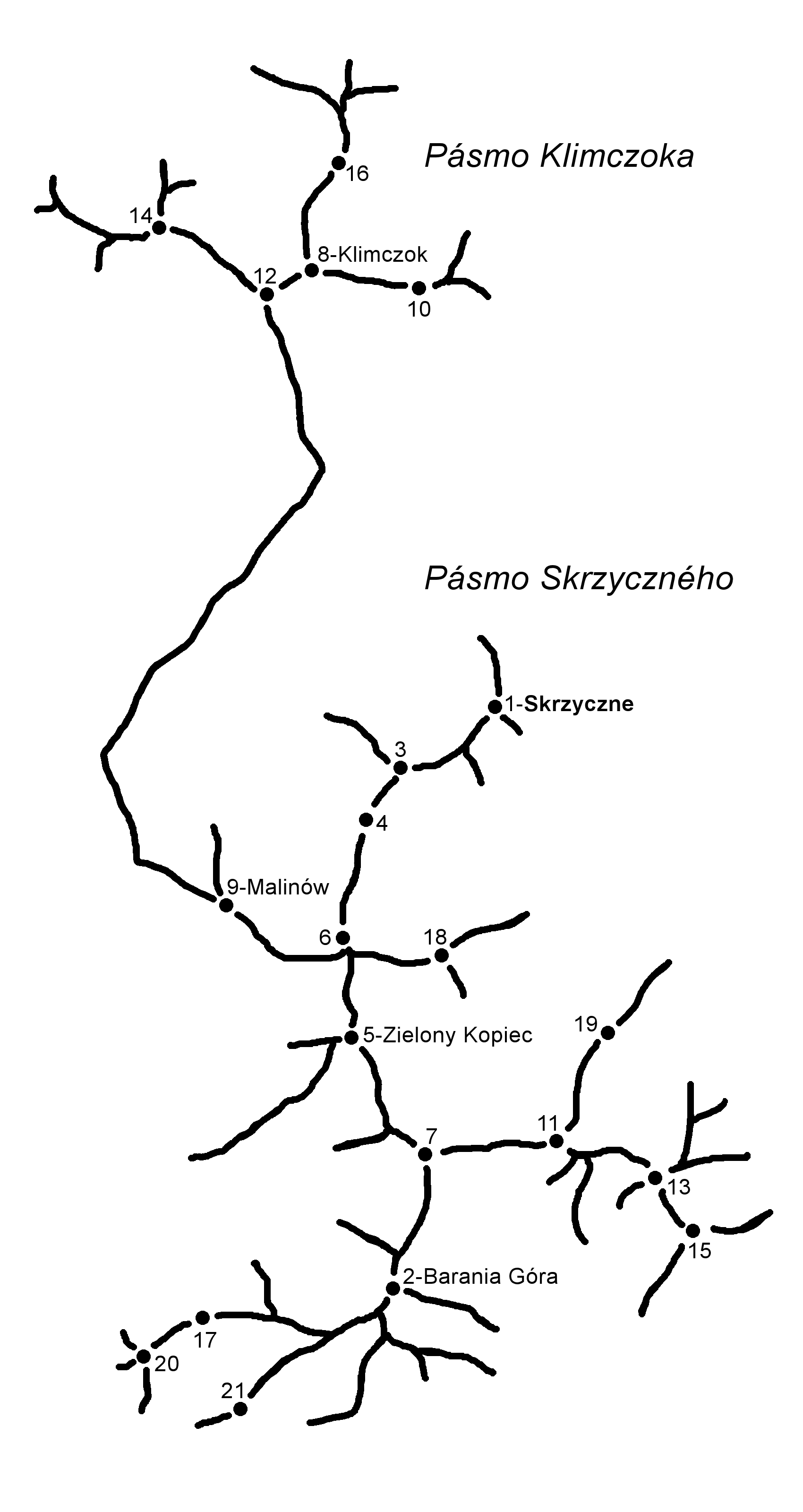
Tisícovky Slezských Beskyd

Seznam polských vrcholů podle výšky obsahuje 21 tisícovek Slezských Beskyd v polské části pohoří. Pro zařazení do seznamu byla zvolena minimální prominence 10 metrů. Většina vrcholů se nachází v pásmu Skrzyczného (včetně nejvyššího Skrzyczného), menšina v severnějším pásmu Klimczoka.
| #   | Vrchol                | Výška m n. m. | Souřadnice                       | Okrsek            | Přístup                                                                              |
| --- | --------------------- | ------------- | -------------------------------- | ----------------- | ------------------------------------------------------------------------------------ |
| 01. | Skrzyczne             | 1257          | 49°41′04″ s. š., 19°01′49″ v. d. | Pásmo Skrzyczného | PLzelená turistická značka · PLmodrá turistická značka                               |
| 02. | Barania Góra          | 1220          | 49°36′41″ s. š., 19°00′37″ v. d. | Pásmo Skrzyczného | PLčervená turistická značka · PLzelená turistická značka · PLmodrá turistická značka |
| 03. | Małe Skrzyczne        | 1211          | 49°40′36″ s. š., 19°00′45″ v. d. | Pásmo Skrzyczného | PLzelená turistická značka · PLžlutá turistická značka                               |
| 04. | Kopa Skrzyczeńska     | 1189          | 49°40′13″ s. š., 19°00′20″ v. d. | Pásmo Skrzyczného | PLzelená turistická značka                                                           |
| 05. | Zielony Kopiec        | 1154          | 49°38′35″ s. š., 19°00′08″ v. d. | Pásmo Skrzyczného | PLzelená turistická značka                                                           |
| 06. | Malinowska Skała      | 1152          | 49°39′21″ s. š., 19°00′03″ v. d. | Pásmo Skrzyczného | PLčervená turistická značka · PLzelená turistická značka                             |
| 07. | Magurka Wiślańska     | 1140          | 49°37′43″ s. š., 19°00′59″ v. d. | Pásmo Skrzyczného | PLčervená turistická značka · PLzelená turistická značka                             |
| 08. | Klimczok              | 1117          | 49°44′23″ s. š., 18°59′43″ v. d. | Pásmo Klimczoka   | PLžlutá turistická značka · PLčerná turistická značka                                |
| 09. | Malinów               | 1114          | 49°39′35″ s. š., 18°58′42″ v. d. | Pásmo Skrzyczného | PLčervená turistická značka · PLzelená turistická značka                             |
| 10. | Magura                | 1109          | 49°44′15″ s. š., 19°00′57″ v. d. | Pásmo Klimczoka   | PLčervená turistická značka · PLžlutá turistická značka                              |
| 11. | Magurka Radziechowska | 1108          | 49°37′48″ s. š., 19°02′33″ v. d. | Pásmo Skrzyczného | PLčervená turistická značka                                                          |
| 12. | Trzy Kopce            | 1082          | 49°44′13″ s. š., 18°59′11″ v. d. | Pásmo Klimczoka   | PLžlutá turistická značka                                                            |
| 13. | Cebula                | 1036          | 49°37′32″ s. š., 19°03′44″ v. d. | Pásmo Skrzyczného | PLčervená turistická značka                                                          |
| 14. | Stołów                | 1035          | 49°44′42″ s. š., 18°57′54″ v. d. | Pásmo Klimczoka   | PLmodrá turistická značka · PLžlutá turistická značka                                |
| 15. | Glinne                | 1034          | 49°37′08″ s. š., 19°04′06″ v. d. | Pásmo Skrzyczného | PLčervená turistická značka                                                          |
| 16. | Szyndzielnia          | 1030          | 49°45′11″ s. š., 18°59′59″ v. d. | Pásmo Klimczoka   | PLčervená turistická značka · PLžlutá turistická značka                              |
| 17. | Przysłop              | 1028          | 49°36′27″ s. š., 18°58′26″ v. d. | Pásmo Skrzyczného | neznačeno                                                                            |
| 18. | Kościelec             | 1023          | 49°39′11″ s. š., 19°01′12″ v. d. | Pásmo Skrzyczného | neznačeno                                                                            |
| 19. | Muronka               | 1021          | 49°38′38″ s. š., 19°03′09″ v. d. | Pásmo Skrzyczného | PLzelená turistická značka                                                           |
| 20. | Przypór               | 1008          | 49°36′10″ s. š., 18°57′44″ v. d. | Pásmo Skrzyczného | neznačeno                                                                            |
| 21. | nepojmenovaný         | 1008          | 49°35′47″ s. š., 18°58′53″ v. d. | Pásmo Skrzyczného | neznačeno                                                                            |

## Seznam českých vrcholů podle výšky

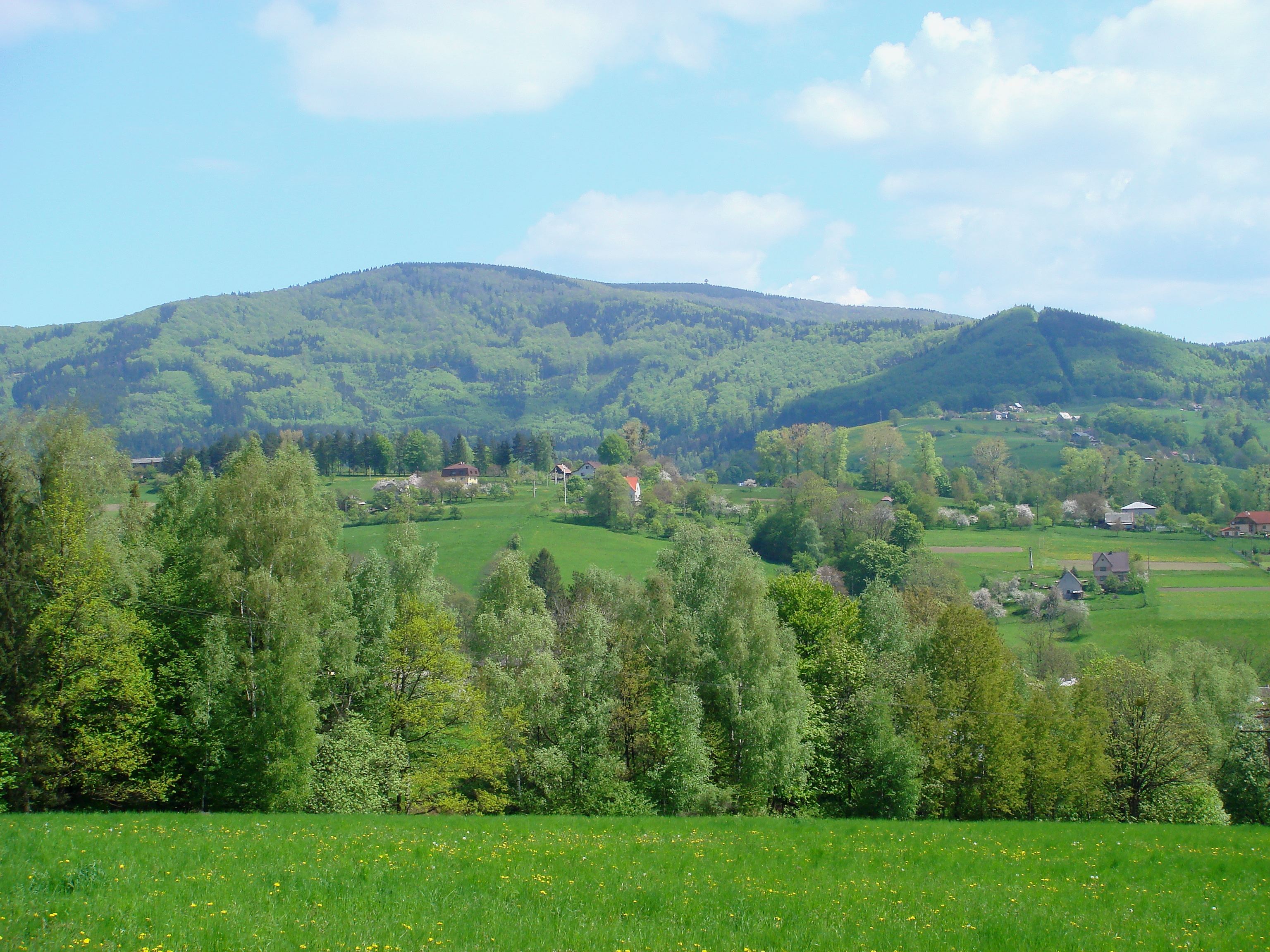
Velká Čantoryje (995 m n. m.)

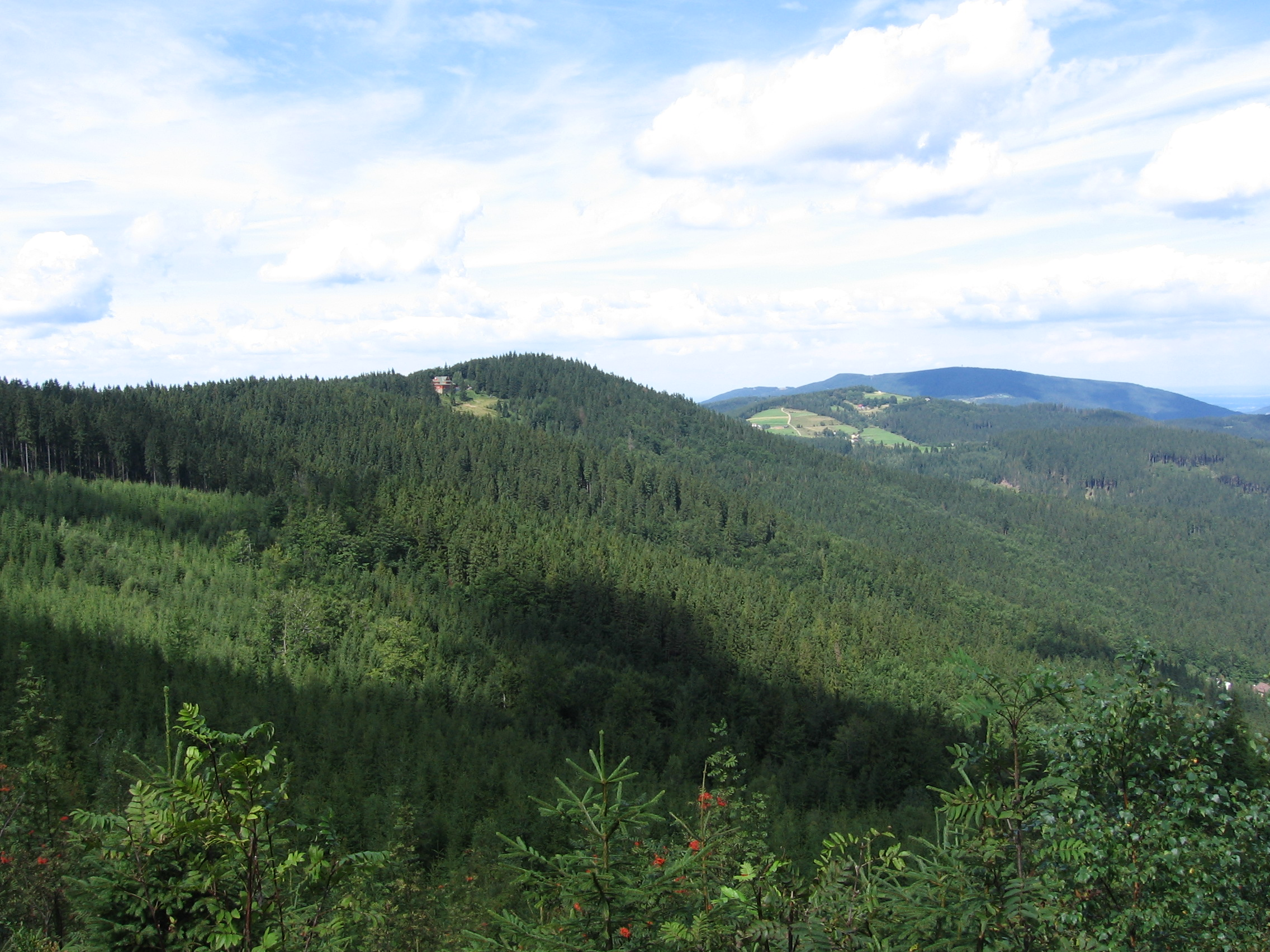
Velký Stožek (978 m n. m.)

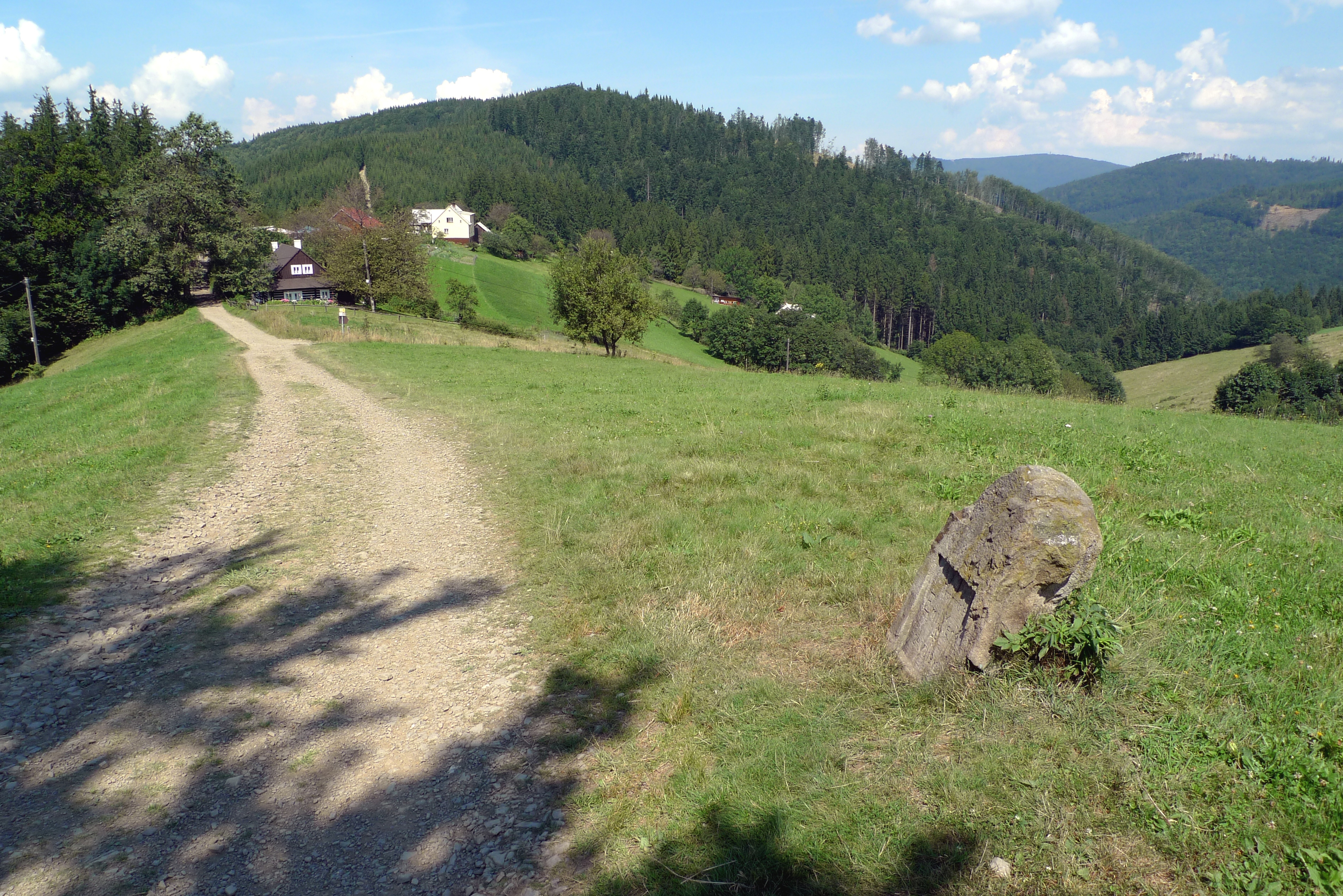
Filipka (771 m n. m.)

Seznam vrcholů podle výšky obsahuje všechny pojmenované hory v české části Slezských Beskyd (včetně hraničního hřebene) s nadmořskou výškou ≥ 700 m a prominencí ≥ 10 m. Většina se nachází v okrsku Čantoryjský hřbet, menšina v okrsku Nýdecká vrchovina. Nejvyšší horou je Velká Čantoryje (995 m n. m.), nadmořskou výšku 900 m převyšuje celkem 5 devítistovek.
| #   | Vrchol          | Výška m n. m. | Souřadnice                       | Okrsek            | Přístup |
| --- | --------------- | ------------- | -------------------------------- | ----------------- | --- |
| 01. | Velká Čantoryje | 0995          | 49°40′44″ s. š., 18°48′17″ v. d. | Čantoryjský hřbet | červená turistická značka · modrá turistická značka · PLzelená turistická značka · žlutá turistická značka · naučná turistická značka |
| 02. | Kyčera          | 0990          | 49°35′43″ s. š., 18°50′22″ v. d. | Čantoryjský hřbet | červená turistická značka · PLzelená turistická značka · PLžlutá turistická značka                                                    |
| 03. | Velký Stožek    | 0978          | 49°36′19″ s. š., 18°49′23″ v. d. | Čantoryjský hřbet | neznačeno |
| 04. | Krkavice        | 0978          | 49°35′49″ s. š., 18°49′37″ v. d. | Čantoryjský hřbet | červená turistická značka · PLzelená turistická značka · PLžlutá turistická značka                                                    |
| 05. | Česlar          | 0922          | 49°37′23″ s. š., 18°49′14″ v. d. | Čantoryjský hřbet | červená turistická značka |
| 06. | Velký Sošov     | 0886          | 49°38′04″ s. š., 18°48′47″ v. d. | Čantoryjský hřbet | modrá turistická značka |
| 07. | Malý Stožek     | 0843          | 49°36′54″ s. š., 18°49′27″ v. d. | Čantoryjský hřbet | červená turistická značka · PLžlutá turistická značka                                                                                 |
| 08. | Loučka          | 0835          | 49°37′32″ s. š., 18°46′55″ v. d. | Nýdecká vrchovina | červená turistická značka · žlutá turistická značka · naučná turistická značka                                                        |
| 09. | Čerchla         | 0834          | 49°38′23″ s. š., 18°48′01″ v. d. | Čantoryjský hřbet | neznačeno |
| 10. | Konihlava       | 0776          | 49°36′32″ s. š., 18°48′23″ v. d. | Nýdecká vrchovina | žlutá turistická značka |
| 11. | Filipka         | 0771          | 49°36′50″ s. š., 18°47′25″ v. d. | Nýdecká vrchovina | červená turistická značka · žlutá turistická značka                                                                                   |
| 12. | Malý Sošov      | 0763          | 49°39′05″ s. š., 18°48′22″ v. d. | Čantoryjský hřbet | neznačeno |
| 13. | Čupel           | 0758          | 49°36′30″ s. š., 18°47′59″ v. d. | Nýdecká vrchovina | červená turistická značka |
| 14. | Mionší          | 0745          | 49°38′55″ s. š., 18°47′30″ v. d. | Čantoryjský hřbet | neznačeno |
| 15. | Hrbel           | 0728          | 49°38′12″ s. š., 18°46′26″ v. d. | Nýdecká vrchovina | červená turistická značka |
| 16. | Ostrá           | 0722          | 49°34′19″ s. š., 18°49′37″ v. d. | Čantoryjský hřbet | neznačeno |
| 17. | Ostrý vrch      | 0709          | 49°40′37″ s. š., 18°45′02″ v. d. | Nýdecká vrchovina | neznačeno |

## Seznam vrcholů podle prominence

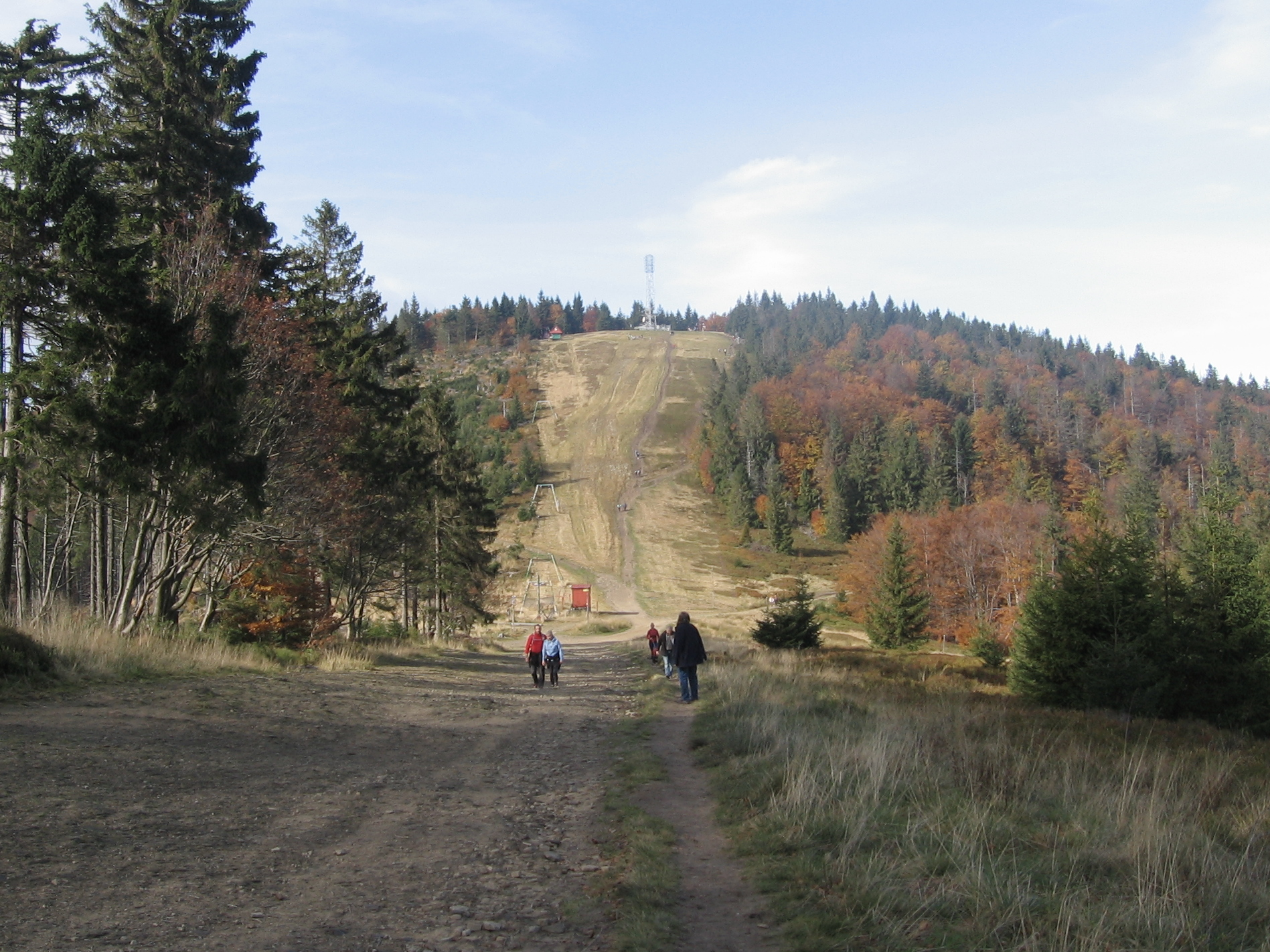
Klimczok (1117 m n. m. / 388 m)

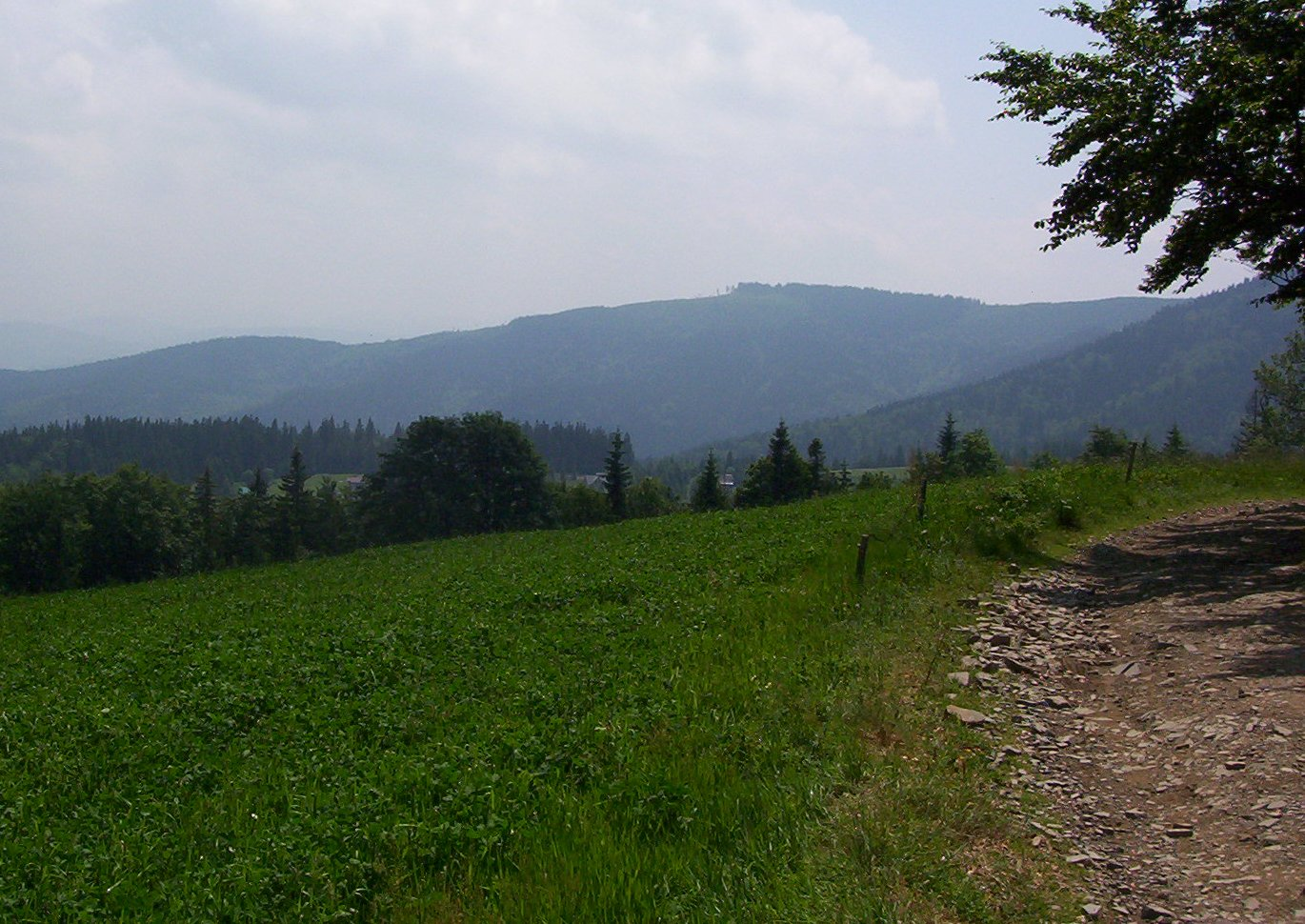
Kyčera (990 m n. m. / 253 m)

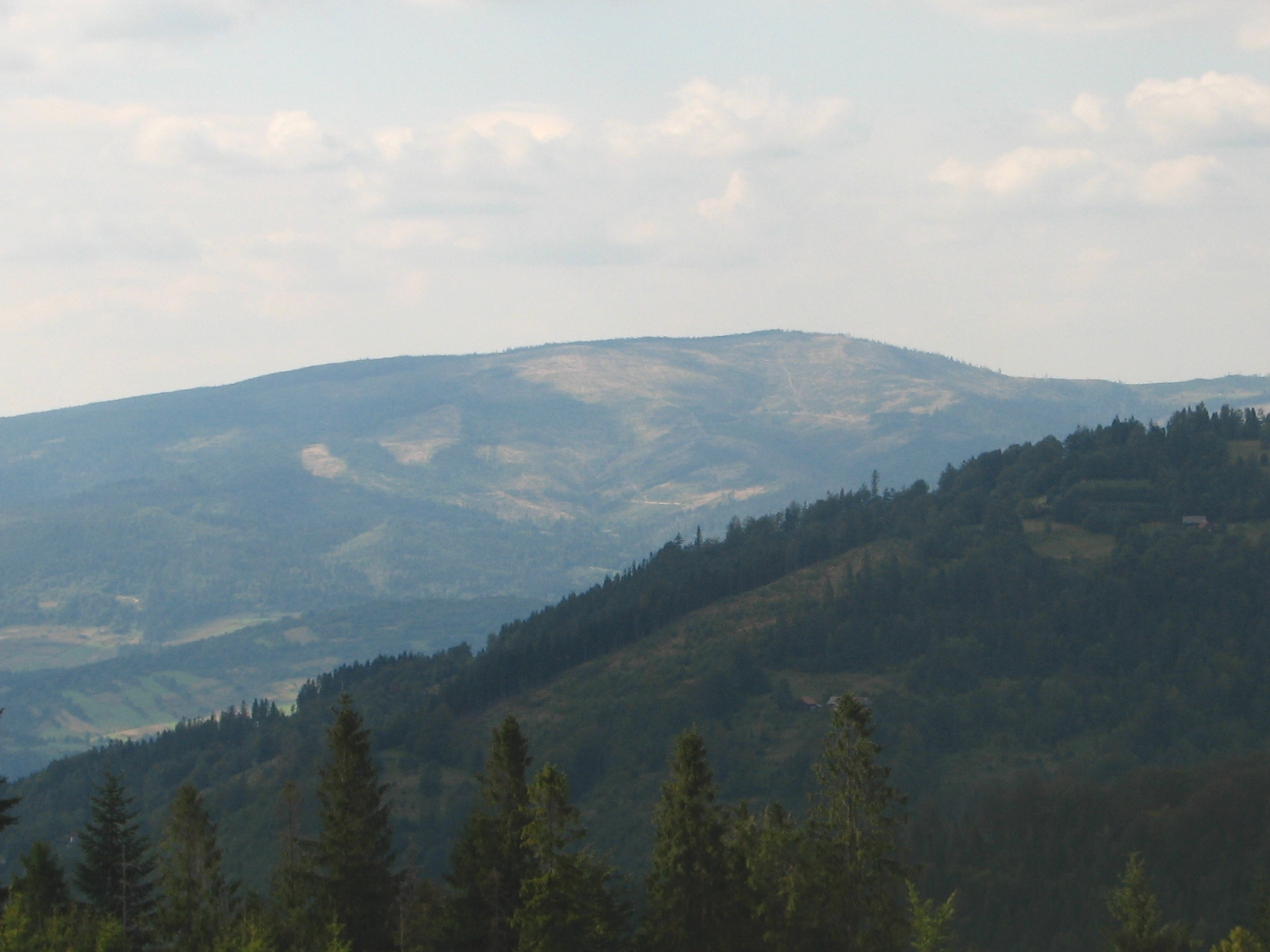
Barania (1220 m n. m. / 175 m)

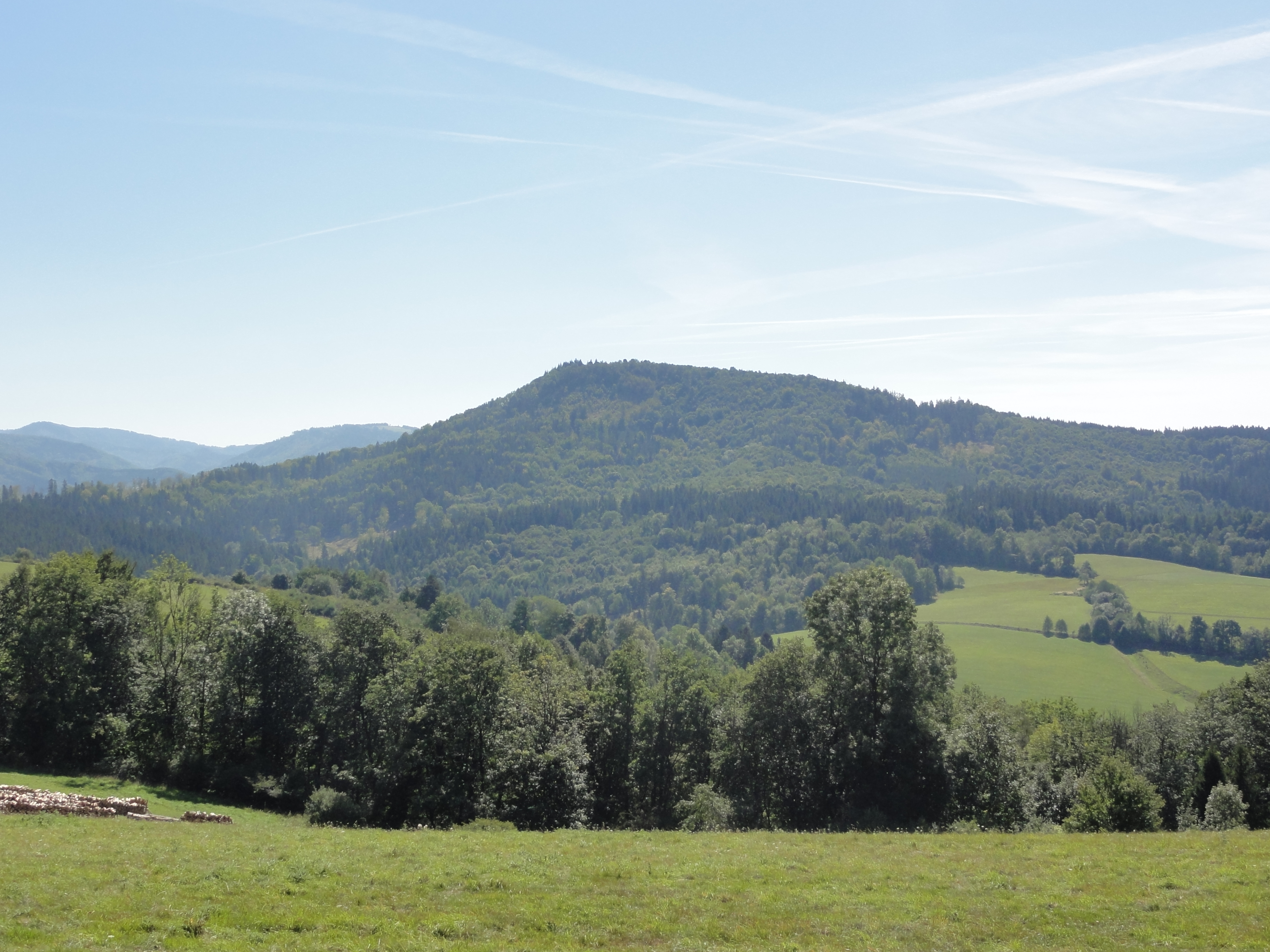
Ostrý vrch (709 m n. m. / 161 m)

Seznam vrcholů podle prominence obsahuje všechny hory a kopce Slezských Beskyd s prominencí (relativní výškou) nad 100 metrů, bez ohledu na nadmořskou výšku. Celkem jich je 21, nejprominentnějším vrcholem je nejvyšší Skrzyczne (prominence 585 m), následované Klimczokem (388 m) a Velkou Čantoryjí (310 m). Většina nejprominentnějších hor je v Polsku, v Česku (resp. na hraničním hřebeni) jsou jen čtyři - Velká Čantoryje, Kyčera, Ostrý vrch a Česlar.
| #   | Vrchol          | Výška m n. m. | Promi- nence | Izolace (km)           | Souřadnice                       | Přístup |
| --- | --------------- | ------------- | ------------ | ---------------------- | -------------------------------- | --- |
| 01. | Skrzyczne       | 1257          | 585          | 20,2 → Romanka         | 49°41′04″ s. š., 19°01′49″ v. d. | PLzelená turistická značka · PLmodrá turistická značka                                                                                |
| 02. | Klimczok        | 1117          | 388          | 06,0 → Skrzyczne       | 49°44′23″ s. š., 18°59′43″ v. d. | PLžlutá turistická značka · PLčerná turistická značka                                                                                 |
| 03. | Velká Čantoryje | 0995          | 310          | 12,0 → Malinów         | 49°40′44″ s. š., 18°48′17″ v. d. | červená turistická značka · modrá turistická značka · PLzelená turistická značka · žlutá turistická značka · naučná turistická značka |
| 04. | Kyčera          | 0990          | 253          | 09,6 → Velká Čantoryje | 49°35′43″ s. š., 18°50′22″ v. d. | červená turistická značka · PLzelená turistická značka · PLžlutá turistická značka                                                    |
| 05. | Równica         | 0884          | 249          | 05,6 → Velká Čantoryje | 49°43′29″ s. š., 18°51′23″ v. d. | PLžlutá turistická značka |
| 06. | Barania Góra    | 1220          | 175          | 08,1 → Skrzyczne       | 49°36′41″ s. š., 19°00′37″ v. d. | PLčervená turistická značka · PLzelená turistická značka · PLmodrá turistická značka                                                  |
| 07. | Ostrý vrch      | 0709          | 161          | 01,8 → Malá Čantoryje  | 49°40′37″ s. š., 18°45′00″ v. d. | neznačeno |
| 08. | Sołowy Wierch   | 0850          | 160          | 02,5 → Ochodzita       | 49°31′17″ s. š., 18°57′06″ v. d. | PLmodrá turistická značka |
| 09. | Zabawa          | 0823          | 154          | 04,5 → Prusów          | 49°31′58″ s. š., 19°04′54″ v. d. | neznačeno |
| 10. | Orłowa          | 0813          | 150          | 02,0 → Równica         | 49°41′49″ s. š., 18°52′42″ v. d. | PLmodrá turistická značka · PLžlutá turistická značka                                                                                 |
| 11. | Czupel          | 0882          | 139          | 03,4 → Malinów         | 49°38′49″ s. š., 18°54′59″ v. d. | PLzelená turistická značka |
| 12. | Kiczorka        | 0800          | 131          | 02,9 → Zabawa          | 49°32′28″ s. š., 19°02′30″ v. d. | neznačeno |
| 13. | Ochodzita       | 0894          | 128          | 04,1 → Barania Góra    | 49°32′45″ s. š., 18°57′15″ v. d. | neznačeno |
| 14. | Bukowa          | 0713          | 121          | 02,1 → Orłowa          | 49°40′22″ s. š., 18°51′38″ v. d. | neznačeno |
| 15. | Skalite         | 0863          | 121          | 01,3 → Skrzyczne       | 49°42′41″ s. š., 19°02′42″ v. d. | neznačeno |
| 16. | Česlar          | 0922          | 114          | 01,8 → Velký Stožek    | 49°37′23″ s. š., 18°49′14″ v. d. | červená turistická značka |
| 17. | Tyniok          | 0892          | 108          | 01,7 → Barania Góra    | 49°33′47″ s. š., 18°58′26″ v. d. | PLmodrá turistická značka |
| 18. | Malinów         | 1114          | 107          | 01,6 → Skrzyczne       | 49°39′35″ s. š., 18°58′42″ v. d. | PLčervená turistická značka · PLzelená turistická značka                                                                              |
| 19. | Mała Zabawa     | 0798          | 102          | 01,3 → Zabawa          | 49°31′13″ s. š., 19°04′24″ v. d. | neznačeno |
| 20. | Zielony Kopiec  | 1154          | 101          | 02,4 → Skrzyczne       | 49°38′35″ s. š., 19°00′08″ v. d. | PLzelená turistická značka |
| 21. | Kotarz          | 0974          | 100          | 01,9 → Malinów         | 49°41′20″ s. š., 18°57′48″ v. d. | PLčervená turistická značka |